# Unwin Ledge
Unwin Ledge är en bergstopp i Antarktis. Den ligger i Östantarktis. Nya Zeeland gör anspråk på området. Toppen på Unwin Ledge är 1 602 meter över havet.
Terrängen runt Unwin Ledge är kuperad åt nordväst, men åt sydost är den bergig. Trakten är obefolkad. Det finns inga samhällen i närheten. 